# Larinus sturnus
Espèce
Larinus sturnus est une espèce d'insectes coléoptères de la famille des Curculionidae, classée dans la tribu des Lixini.

## Synonymes
- Larinus conspersus Boheman, 1843
- Larinus hispanicus Petri, 1907 non Motschulsky, 1849
- Larinus proboscideus Petri, 1907
- Larinus rugithorax Desbrochers, 1897
- Larinus striatopunctatus Petri, 1907

## Description
Ce petit coléoptère, de fond noir ponctué de minuscules taches jaunes, est de forme ovale. Il mesure de 8 à 13 millimètres de longueur. Son prothorax est une fois 1/2 plus large que long. Ses élytres dessinant un ovale sont plus larges que le pronotum. Son rostre est plutôt long et recourbé, ses antennes sont courtes avec des massues bien visibles.

## Répartition
Larinus sturnus se rencontre en Europe centrale et en Europe méridionale, jusqu'au Caucase et à l'est jusqu'en Russie (sauf dans le nord). L'espèce s'étend également au sud de la Sibérie et en Asie centrale.

## Écologie
Cette espèce se trouve surtout sur Arctium lappa, Arctium tomentosum et certaines autres espèces de ce genre, ainsi que sur des chardons et des centaurées.